# Maihingen
Maihingen település Németországban, azon belül Bajorországban. Lakosainak száma 1245 fő (2023. december 31.).

## Népesség
A település népessége az elmúlt években az alábbi módon változott:
| Lakosok száma | 611  | 824  | 1035 | 1043 | 1202 | 1224 | 1219 | 1216 | 1194 | 1245 |
|               | 1875 | 1950 | 1975 | 1987 | 2012 | 2014 | 2016 | 2017 | 2021 | 2023 |